# Коммуникативная модель
Коммуникативная модель — лингвистическая, психологическая и философская парадигма анализа и описания семиотических процессов, в том числе словосодержащих («вербальных»). Развивается российским лингвистом А. В. Вдовиченко (также Ф. Б. Альбрехтом, в различной мере Е. Ф. Тарасовым, И. В. Журавлёвым, Г. В. Дьяченко, Ю. Н. Варзониным и др.) как отрицание и поглощение языковой модели.

## Теоретические основания
Основание коммуникативной модели составляет понятие комплексного (многоканального) семиотического (коммуникативного) воздействия, совершаемого семиотическим актором и направленного на изменение внешних для актора (мыслимых как иные) когнитивных состояний. Смыслообразование в семиотическом акте, в том числе словосодержащем, понимается как попытка актора произвести целенаправленные изменения в представимом постороннем сознании (как вариант, в ином предполагаемом состоянии собственного сознания) с вовлечением условно выделяемых «знаков» (слов, жестов, интонаций, остенсивов, демонстративного поведения и пр.). Акциональность («воздейственность») коммуникации рассматривается в качестве главного критерия, позволяющего отделить любые коммуникативные инструменты (в том числе «слова») от работы сознания («мысли»): в мыслительном процессе (выделении объектов, назначении связей, качеств, свойств, планировании действия и пр.) отсутствует воздействие на постороннее сознание и, соответственно, отсутствует знаковый компонент. «Мысль» (когнитивный процесс) и знаковый процесс (в том числе «устная речь», «письмо», жестикулирование и пр.) имеют различные природы и соотносятся как планирование воздействия и само действие.
Семиотическое (воз)действие
Семиотическое и несемиотическое (воз)действия различаются по критерию опосредованности сознанием, или критерию участия «когнитивной призмы» в производимых изменениях (ср. «приветствовать коллегу и разрезать упаковку»). Единственным основанием значения (смысла, семантики, референции и пр.) в коммуникативном (воз)действии и его элементах признаётся акциональный режим сознания актора, который может быть доступным реципиенту (адресату, вторичному интерпретатору, наблюдателю) благодаря интегрируемым параметрам данного семиотического действия. Понимается «то, что осознанно делает актор в данном воздействии (дискурсе)»: какие объекты (а также признаки, адресаты и пр.) он мыслит в момент осуществляемого воздействия, какими ценностями руководствуется, какие эмоции испытывает, что пытается вызвать в сознании адресата, и пр. «Воздейственный» режим сознания различными способами эксплицируется актором и по мере возможностей понимается (интериоризируется) интерпретатором. Частичная или полная недоступность актора (автора) для интерпретатора не отменяет необходимости воссоздать какое-то когнитивное состояние, ставшее причиной семиотического поступка (от которого остался «знаковый след»), поскольку «семиотические воздействия сами, без актора, не производятся». Акцент в концептуализации смыслообразования переносится в сферу субъектного, интерсубъектного, психического, индивидуального (личной «когнитивной призмы» в широком понимании). Вводится понятие шкалы интерпретации, на которой пределом смысла (значения), содержащегося в коммуникативном воздействии, признаётся интеллектуально-эмоциональный процесс в сознании актора (автора), реализующего планируемые изменения в посторонней когниции.
«Язык» и его элементы
«Язык» и его элементы (в том числе вербальный «язык» и «слова») признаются неэффективным способом концептуализации смыслообразующего коммуникативного воздействия (в том числе «естественного говорения и письма»), поскольку источник смысла и смыслового тождества (личный акциональный режим сознания) принципиально отсутствует во «всеобщем коллективном языке». Автономные элементы «языка» не обладают смыслом и значением. Режим сознания (источник смыслообразования) имеет невербальную (и незнаковую) природу. «Знак» выделяется условно (так, невозможно определить, какие и сколько «знаков» содержится в любом произвольно избранном фонетическом или графическом комплексе). «Знак» не может самостоятельно осуществлять референцию (на что-то конкретное указывать) вне смыслообразующего семиотического воздействия, производимого конкретным обладателем сознания (семиотическим актором). Парадокс лингвистического знака («осмысленная речь состоит из слов, каждое из которых не имеет определённого смысла») разрешается презумпцией, что производиться и пониматься в относительном тождестве могут только личные коммуникативные (семиотические) поступки, в которые данным коммуникантом вовлекается набор «знаков» и каналов, сочтённый эффективным для эксплицирования акционального режима сознания в данном воздействии («наделение пустого „тела знака“ значением в личном семиозисе»). В семиотическом действии могут отсутствовать некоторые знаковые каналы (в том числе вербальный), но непременно присутствует воздействующий коммуникант (семиотический актор) с собственным обнаруживаемым и понимаемым режимом сознания (источником смыслообразования). Семиотическое воздействие (коммуникативный акт), феномен более обширный и многофакторный (многоканальный), чем вербальное предложение, жест, демонстрация и пр., не идентичен набору «знаков», условно выделяемых во всегда комплексном воздействии. Любой условно обособляемый «знак», в том числе «звук», «слово», «предложение», является «намёком» на производимое коммуникативное воздействие, рассматривается как один из параметров («следов») действия, производимого актором и понимаемого интерпретатором. Конкретное действие, необходимое коммуниканту для изменения данного status quo в постороннем сознании, разрешает проблему новизны и актуальности словосодержащего коммуникативного поступка, отвечает на вопрос «зачем в очередной раз говорить на известном всем „языке“?».
Вербальный «язык», традиционно понимаемый как «грамматика плюс словарь», в рамках коммуникативной модели признаётся искусственной мнемотехнической схемой (вариативной по степени подробности, используемым целям и методам исследователей), имеющей практическое значение и изначально предназначенной для упрощения усвоения «неродных» коммуникативных клише («иностранного или устаревшего родного языка»). Согласно коммуникативной модели, основанием традиционной концепции «языка» является спонтанная ошибочная констатация, что в процессе естественного словосодержащего общения произносятся и понимаются единообразные «слова» («звуки речи», фонетические элементы, смысло-формальные единства), общие для всех участников коммуникативного коллектива, имеющие «значения», в то время как смыслообразующими могут быть только семиотические действия, содержание которых локализовано в отделённых от слов конкретных когнитивных состояниях; в процессе общения произносятся не слова, а производятся многофакторные коммуникативные воздействия, словосодержащие или не содержащие слов.
Коммуникативная модель констатирует, что единство теоретического и практического владения вербальным «языком» отсутствует среди «носителей»; производиться и пониматься могут не только слово(звуко)содержащие, но и другие всегда комплексные (многоканальные, полимодальные) семиотические действия коммуникантов; элементы «языка» не обнаруживают семантического тождества в автономных позициях («для любого слова нужен коммуникативный контекст»). Концепция «системы смысло-формальных единиц» (вербального «языка»), таким образом, признаётся неэффективной для моделирования естественного словосодержащего семиозиса. Вместо грамматики и словаря в сознании аутентичного «носителя» присутствуют в некотором объёме вербальные (и иные) клише, входящие в состав знакомых ему коммуникативных воздействий (коммуникативных синтагм). Поскольку в естественной коммуникации эксплицируются и понимаются незнаковые (невербальные) режимы сознания, концепция вербального «языка», построенная на принципе «слово-значение», утрачивает свой объяснительный потенциал в трактовке семиозиса. Словосодержащие (знакосодержащие) действия интерпретируются так же, как некоммуникативные действия: в обоих случаях понимается обладатель сознания, интериоризируемый интерпретатором. Приблизительная типология словосодержащих коммуникативных синтагм, наблюдаемая в различных сегментах коммуникативной практики, даёт основания для создания грамматик и словарей, имеющих важное практическое (мнемотехническое) значение в лингводидактике, в том числе для усвоения чужой коммуникативной типологии («иностранного языка») и для обучения условным правилам «письма на языке».
Следствия коммуникативной модели
Семантическая нетождественность (пустота) автономных знаков и «языка», а также акциональность («воздейственность») семиотической процедуры, постулируемые в коммуникативной модели («производиться и пониматься может только личное семиотическое воздействие на основе акционального режима сознания актора»), вносят существенные коррективы в понимание смысла, значения, когнитивного и знакового процессов, слова, синтаксиса, семантики, «языковой системы», интерпретации, неологизмов, предикации, текста, дискурса, этимологии, чтения и письма, логических парадоксов, «языковой картины мира», «языкового сознания», лжи, детской речи, конкретных слово-(знако-)содержащих случаев и практик и пр. Вводятся понятия семиотического (воз)действия, коммуникативной синтагмы, клише, коммуникативного рыскания, актуальных множеств, коммуникативной определённости смыслообразования, неопределённости автономного знака, акциональности, акционального режима сознания, «неаристотелевской» акциональной логики (логика воздействий, вместо «логики существования») и пр.
Коммуникативная модель вбирает динамические элементы существующих интерпретаций семиотического процесса и одновременно обособляется от лингвистических, психологических и философских концепций, в которых статичные понятия «язык» и «знак» («единство предметного тела и значения») используются как модули построения концептуальной схемы (Платон, Аристотель, Декарт, Гумбольдт, Пирс, Соссюр, Моррис, Волошинов, Бахтин, Остин, Витгенштейн, Сёрль, Хомский, Лакофф, А. Н. и А. А. Леонтьевы, Барт, Хайдеггер, Ю. С. Степанов, Хабермас и мн. др.). Ряд экспериментов и экспериментов-наблюдений иллюстрируют основные положения коммуникативной модели («Удар локтем», «Точка смеха в анекдотах», «Запись последовательности символов по памяти», «Одно слово», «Оперирование с предметами по инструкции», «Передвижение курсора словом», «Формирование актуальных множеств», «Восстановление привычной орфографии», «Предложение воды», «Просмотр видеонарратива без слов» и др.).
Ценностными ориентирами коммуникативной модели выступают онтологический приоритет сознания и личности, динамический аспект мышления и семиозиса, когнитивный реализм (присутствие активного сознания, или «когнитивной призмы», в любом семиотическом процессе), отрицание детерминизма предметного знака (постулируется «назначенность тела и значения „знака“ в данном мыслимом воздействии»), субъектность и акциональность смыслообразования («смысл семиозиса — планируемые данным коммуникантом изменения внешнего когнитивного состояния, а не отражение реальности»), свобода когнитивных процедур, опосредованность семиотических (коммуникативных) воздействий, преодоление мифологического, этнического, националистического, узкопрофессионального, экзальтированного, конфессионального, языкового мышления.
Коммуникативная модель обнаруживает интердисциплинарную направленность, затрагивает области знания, в которых теоретизируются семиотические воздействия, различные практики создания актуальных множеств (понятий, объектов, единств, зависимостей), когнитивный процесс, вопросы деонтологии, аксиологии и этиологии интерсубъектных взаимодействий (лингвистика, философия, логика, литературоведение, психология, история, теология, теория искусства и др.).